# Muir Woods nationalmonument

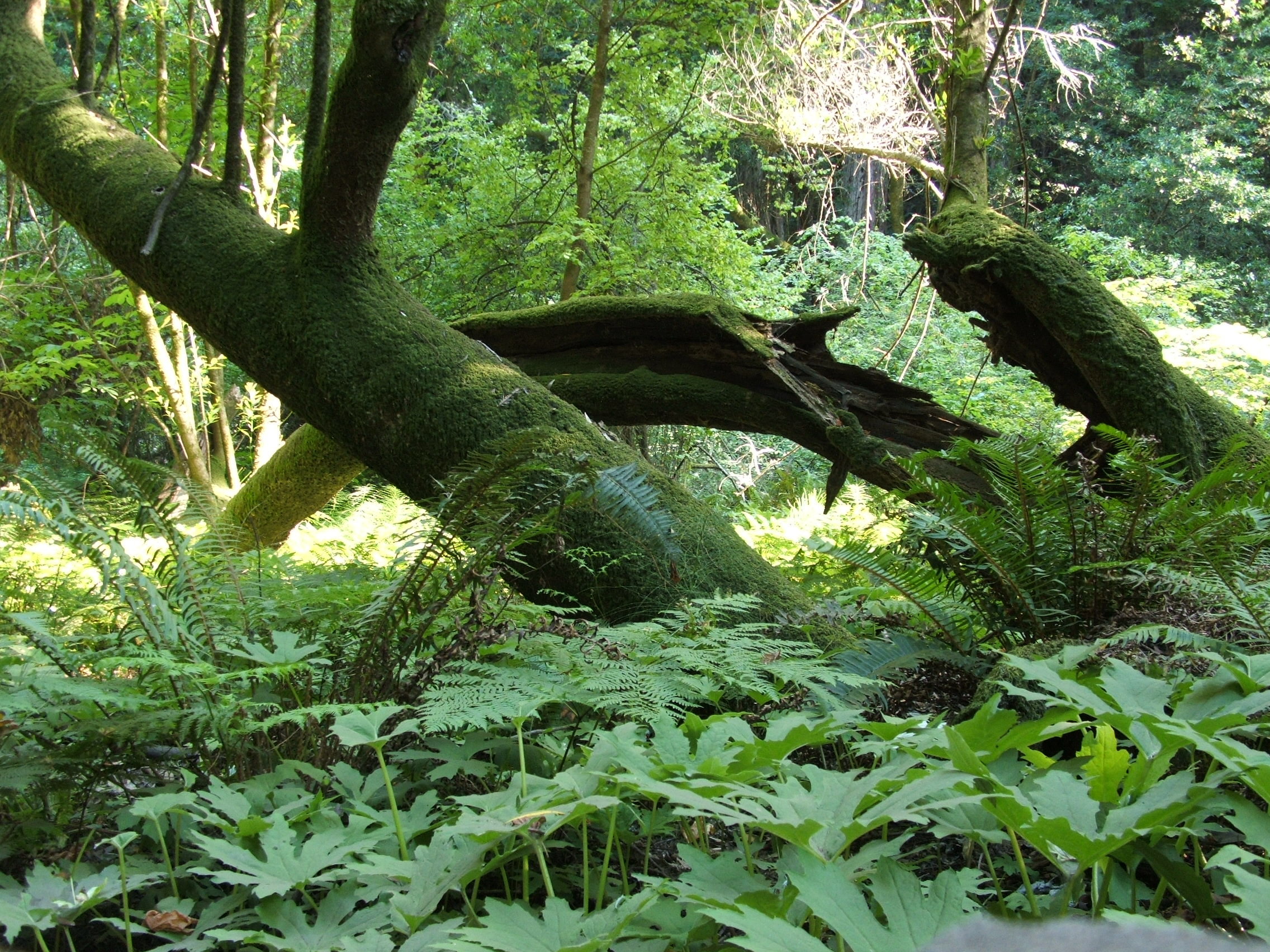
Muir Woods nationalmonument

Muir Woods nationalmonument ligger i Marin County i Kalifornien i USA. Den ligger 19 km norr om San Francisco. Området består av skog, framför allt av redwood. Breda staketförsedda promenadvägar går genom området, så att kringliggande skog inte störs och förstörs.